# 停雲詩社
停雲詩社為台灣古典詩社之一，成立於1979年，以國立臺灣師範大學國文學系教授為主幹，多為外省籍人士。由汪中、羅尚、張夢機倡議設立。後有陳新雄、婁良樂、黃永武、杜松柏、尤信雄、沈秋雄、陳文華、顏崑陽、文幸福、張以仁、邱燮友、陳滿銘、傅武光等人加入，皆為台灣中文相關學系教授之古典詩詞學者。
社中推舉汪中擔任社長，陳新雄為監察人，文幸福為總幹事。立社之初，每月固定例會作課題，作品涵蓋古體詩、近體詩兼作，為台灣古典詩社較少見者。
另有臺灣東吳大學停雲詩社為學生藝術性社團。